# Plankning

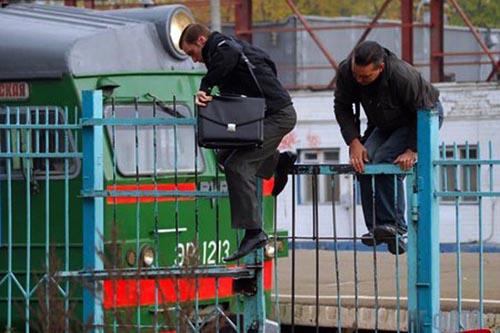
Passagerare klättrar över stängslet till en pendeltågsstation i Ryssland

Plankning, "att planka", är ett vardagligt begrepp för att hoppa eller klättra eller stiga över ett plank eller annat stängsel för att komma in eller ut någonstans.
Plankning kan innebära intrång på ett område som är försett med inpasseringskontroll, till exempel en konsert eller ett sportevenemang för att slippa betala inträdesbiljetten.

## Plankning inom kollektivtrafiken
Ofta används uttrycket om situationer då en person åker med kollektivtrafik, exempelvis buss, tåg eller tunnelbana, utan giltig biljett. Inom kollektivtrafiken benämns detta ofta "tjuvåkning" eller "fuskåkning".
Plankning för att slippa betala en färdbiljett är ett brott mot svensk lag och det finns två olika rubriceringar. För den som visar legitimationshandling och skriver på ett erkännande räknas det som avtalsbrott och man får en räkning på en tilläggsavgift. Den som inte har eller vägrar visa legitimationshandling misstänks för att försöka smita från avgiften. Det räknas som bedrägligt beteende som kan ge böter eller fängelse i upp till sex månader. Eftersom brottet kan ge fängelse så kan gärningsmannen bli envarsgripen. Enligt praxis krävs inte att den som gör ett envarsgripande till fullo har utrett den gripnes skuld till brottet, men ingripandet kan inte ske utan någon konkret indikation på att det är just denna personen som begått brottet. För att den misstänkte ska släppas krävs identifiering via legitimationshandling. Den som inte innehar det kvarhålls av polis tills identifiering skett, normalt på polisstation, trots att det enligt svensk lag inte uttryckligen krävs innehav av legitimationshandling. I många andra länder är det ett brott att inte inneha legitimationshandling.

### Kritik mot envarsgripande
Biljettkontrollanter i kollektiv trafik kontrollerar, i vagnar och bussar, om huruvida resenärer innehar färdbevis eller inte.
Vid ett flertal tillfällen har biljettkontrollanter frihetsberövat resande som inte uppvisat färdbevis med stöd i, enligt deras mening, lagen om bedrägligt beteende och 24 kap. 7 § 2a stycket i rättegångsbalken. Detta ter sig vara en misstolkning av lagen då biljettkontroll redan regleras under en specifik lag ägnad åt just detta som heter lagen om tilläggsavgift i kollektiv persontrafik. I lagen om tilläggsavgift i kollektiv persontrafik så föreskrives det bl.a. att "Resande som vägrar att lösa biljett eller erlägga tilläggsavgift får avvisas från färdmedlet av tjänsteman som utför avgiftskontroll." Lagen säger tydligt att biljettkontrollanter har rätt till att avvisa personer som ej betalat för en biljett eller ej vill betala tilläggsavgiften. Att avvisa ska inte förknippas med att avlägsna, då det första menar att man visar vägen ut och det senare att man med fysiskt involvering drar/puttar/slänger ut en person.
Vidare uppstår övriga lagliga problem när en biljettkontrollant vill envarsgripa en plankare. Ett envarsgripande har i lagen ett antal rekvisit som måste uppfyllas innan det gripandet kan rättfärdigas, två av samtliga rekvisit är att gärningsmannen ska ha påträffats på bar gärning eller flyende fot. Vid envarsgripande under biljettkontroller av biljettkontrollanter mot resande så har det gått till på det sättet att 1. biljettkontrollanter frågar om biljett, 2. resande säger den ingenting och vill gå därifrån och 3. biljettkontrollanter griper resande. Det som hänt här är att biljettkontrollanter, alltså envar, gripit på misstanke om brott då person som avböjer att visa biljett begått en avtalsrättslig företeelse och inte en brottslig sådan. Envar som vill gripa på misstanke är oacceptabelt enligt rättsväsendet och olagligt i svensk lag enligt brottsbalkens 20 kap. 1 § 2a stycket samt 4 kap. 2 § som kan leda till att man döms för tjänstefel.